# Podlipa, Žužemberk
Podlipa je naselje v Občini Žužemberk.